# Hans Kels der Jüngere
Hans Kels (auch Kehls, Khels, Kelchs, Keltz, Käls) der Jüngere (* um 1508 bis 1510 in Kaufbeuren; † zwischen dem 1. Oktober 1565 und 1. April 1566 in Augsburg) war ein deutscher Bildschnitzer und Medailleur.

## Leben
Hans Kels der Jüngere wurde als Sohn des Künstlers Hans Kels des Älteren und seiner Frau Anna, geborene Müller, in Kaufbeuren geboren.
Nach der Ausbildung in der väterlichen Werkstatt begann seine Schaffensperiode um 1529. Seine Orientierung nach Augsburg erfolgte möglicherweise angesichts einer in Folge der Reformation geringeren Nachfrage nach Schnitzwerken für Kirchenausstattungen in Kaufbeuren und der Aussicht, in Augsburg vermehrt Aufträge von zahlungskräftigen und repräsentationsbedachten Patriziern zu erlangen. Dort war er als Modelleur zunächst in stilistischer Anlehnung an Christoph Weiditz, vielleicht sogar in dessen Werkstatt tätig.
Am 6. Dezember 1541 erwarb Hans Kels die Handwerksgerechtigkeit in der Zunft der Augsburger Maler, Glaser, Bildschnitzer und Goldschlager, die einen dortigen Wohnsitz voraussetzte. Hans Kels war mit der Augsburgerin Barbara, geborene Flicker, verheiratet, mit der er zunächst beim Schwiegervater, dem Goldschmied Hans Flicker, in der Nähe des Barfüßertores wohnte. Er war wohl mit dem Kistler Heinrich Cron, mit dem er wiederholt zusammenarbeitete, über dessen Frau Anna Flicker verschwägert. Im Jahr 1548 konnte Kels einen Lehrling einstellen. Ab den 1550er Jahren trat er in den Augsburger Steuerbüchern bereits als vermögender Bürger auf, der ein eigenes Haus in der Nähe der städtischen Münze besaß und sein Einkommen von Jahr zu Jahr steigern konnte. Mit seiner Frau hatte er zwei Söhne und zwei Töchter. Nach dem Tod des Malers Christoph Amberger 1562 übernahm er die Pflegschaft für dessen Kinder. Nach seinem eigenen Tod nahm sich sein Bruder Veit Kels seiner noch unmündigen Kinder an.
Der (kunst)historischen Literatur, wie z. B. Ilg und Baumann, gelang es in der Vergangenheit nicht immer, biographisch korrekt zwischen Hans Kels dem Jüngeren und seinem gleichnamigen Vater zu unterscheiden.

## Werk

### Merkmale seines Werks
Hans Kels der Jüngere arbeitete in Holz und schuf vor allem geschnitzte Reliefs, Bildnismedaillen und Raumausstattungen.
Sein Werk lässt sich, da er zunächst in der Werkstatt seines Vaters und ersten Lehrmeisters arbeitete und wohl auch später für gemeinsame Projekte dorthin zurückkehrte, nicht in allen Fällen von diesem unterscheiden (s. auch unten: Brettspiel/Spielsteine für den „Langen Puff“). Maßgebliche Einflüsse aus dem Augsburger Umfeld sind jedoch ebenso in seinem Werk erkennbar.
Grundlage der Gussmedaillen Hans Kels des Jüngeren ist jeweils das geschnitzte Holzmedaillon, und es erscheint sicher, dass er einige seiner Medaillons ohne jegliche Gussabsicht konzipierte. Den Metallguss ließ er ggfs. von anderen Kunsthandwerkern besorgen. Habich sieht gleichsam die beim Spielbrett von 1537 (s. u.) gezeitigte Meisterschaft bei den (späteren) Holzmedaillons fortgeführt. Er hebt den markanten Detailreichtum bei Bildnissen wie dem des in Birnbaum geschnitzten Georg Fugger (1541), bei dem jede Einzelheit (wie Brokat, Samt usw.) der großartigen Kostümpracht erkennbar sei, gleichsam als Abgrenzungs-, wenn nicht Alleinstellungsmerkmal gegenüber anderen zeitgenössischen Künstlern hervor. Viele dieser Feinheiten gehen herstellungsbedingt bei den entsprechenden Abgüssen verloren, wobei vor allem Bleigüsse durch die Handhabung über die Zeit noch weitere Qualitätseinbußen erleiden (vgl. die entsprechende Gussmedaille).
In Kels' Spätwerk erkennt Habich (1903) eine weichere, fast „impressionistische“ Behandlungsart, die „mit den Zufälligkeiten des Bronzegusses rechnet und aller mühsamen Nachziselierung enträt.“
Als ein charakteristisches Merkmal dieser Medaillen konstatiert derselbe die breite Lapidarschrift mit dicken Grundstrichen, die Hans Kels der Jüngere als integralen Bestandteil der Werke bereits im Holzmodell erhaben schnitt, während z. B. sein Zeitgenosse Friedrich Hagenauer, die Schrift erst in die vom Modell abgenommene Form mit vorgefertigten, viel feineren Punzen einzuschlagen pflegte. Einen weiteren wiederkehrenden Bildbestandteil der Kelsschen Medaillen stellt ein an zwei Stellen gebundener Kranz mit lanzettförmigen Blättern dar, der das Schriftfeld umgibt.
Im Gegensatz zu Habich schreibt Hampe das erwähnte Fugger-Medaillon ebenso wie vier allegorische Frauenfiguren im Germanischen Nationalmuseum und den Hauptanteil am herausragenden Brettspiel von 1537 (s. u.) eher Hans Kels Senior in Kaufbeuren zu und erkennt dem jüngeren Kels insgesamt eine geringere Kunstfertigkeit zu. Bezüglich der Medaillen passt dieser Gedanke jedoch schwerlich zu Augsburg als Verwertungsort und könnte wiederum leichter nachvollzogen werden, wenn man nunmehr beim Vater die verlängerte Werkbank des Sohnes sieht. Ab 1546 wäre auch naheliegend, dass Hans Kels der Jüngere Unterstützung von seinem nunmehr ebenfalls in Augsburg ansässigen Bruder Veit Kels erhielt, wobei beide Annahmen zunächst spekulativ bleiben. Auch die Klärung der Wirkungsorte Hans Kels des Jüngeren in den 1530er Jahren und seine Entwicklungseinflüsse in diesem Jahrzehnt vor Erlangung der Meistergerechtigkeit wäre in diesem Zusammenhang sicherlich aufschlussreich.
Sabine Haag fasst den aktuellen Forschungsstand mit folgenden Worten zusammen:

„Der als Bildhauer und Medailleur genannte Sohn des älteren Kels hat die von Hans Schwarz, Friedrich Hagenauer und Christoph Weiditz in Augsburg gepflegte Medaillenkunst weitergeführt. Die Abgrenzung der Werke von Vater und Sohn Hans Kels ist nicht immer gesichert und bedarf einer kritischen Überprüfung.“

Neben einer durchaus möglichen stilistischen Entwicklung Hans Kels des Jüngeren wurde bislang nicht diskutiert, inwiefern in seinen vermeintlichen Qualitätssprüngen lediglich die Folgen von Unterschieden der künstlerischen Aufgabenstellung, des Qualitätsanspruchs und der Zahlungsbereitschaft der Kunden zu sehen sind.

### Brettspiel/Spielsteine für den „Langen Puff“ (1537) und weitere Spielsteine
Das 1537 von Hans Kels dem Jüngeren zusammen mit seinem Vater Hans und Bruder Veit Kels in Eiche, Nuss, Palisander/Rosenholz und Mahagoni für Ferdinand I. geschaffene Brettspiel für den „Langen Puff“ gilt als das Hauptwerk der Künstlerfamilie Kels. Das Zusammenwirken der drei Bildschnitzer in diesem hinsichtlich Stil und Kunstfertigkeit äußerst homogen erscheinenden Werk erschwert somit auch in fortgeschrittenen Schaffensphasen die Unterscheidung der drei Künstler und legt den Gedanken an eine „Marke Hans Kels“ mit einem hausinternen System konsistenter Arbeitsteilung und gegenseitiger Qualitätskontrolle nahe.
Darüber hinaus sind einzelne Spielsteine von anderen Brettspielen erhalten, die Hans Kels dem Jüngeren zugeschrieben werden, z. B. ein Stein mit dem Bildnis der Katharina von Aragon, Maximilian I. Die Musei del Castello Sforzesco im Castello Sforzesco besitzen einen ganzen Satz Spielsteine, darunter auch einen Spielstein mit dem Selbstbildnis von Hans Kels.

### Plaketten bzw. Goldschmiedemodelle
Hans Kels dem Jüngeren werden vom Kunsthistorischen Museum folgende kleinformatige Reliefs in dessen Bestand zugeschrieben:
- Musen (Klio, Polyhymnia, Terpsichore) und Tugenden (Caritas, Fides, Spes), Lindenholz, 1545
- Justitia, vergoldete Bronze, 2. Drittel 16. Jahrhundert

Im Victoria and Albert Museum befindet sich ein mit letzterem vergleichbares Bildnis:
- Clio, vergoldete Bronze, 1545

Versuchsweise wurden verschiedene Holzmodelle für Goldschmiedearbeiten im Germanischen Nationalmuseum Hans Kels dem Jüngeren zugeschrieben:
- Relief mit trauernden Kindern, 2. Viertel 16. Jahrhundert
- Zwei Friesbänder

### Schnitzbildnisse, Modelle und Bildnismedaillen
Hans Kels der Jüngere schuf Bildnismedaillen der Habsburger und des Augsburger Patriziats in dekorativ-realistischer Manier. Erhalten sind u. a. folgende Bildnisse:
- Marcus Schalle, 1529
- Kolman Helmschmid, 1532[26]
- Johannes Wagner, 1532
- Christoph Juncker, 1532
- Sebastian Gienger, 1532
- Bartholomäus V. Welser, 1534[27]
- Laux Kreler und Elisabeth Kreler, 1537
- Georg Schöner, 1537[28]
- Karl V. und Ferdinand I. mit Gemahlinnen gegenüber (die Gemahlinnen sind Isabella von Portugal und Anna von Böhmen und Ungarn), 1537[29]
- Georg Hörmann, 1538[30]
- Barbara Reihing, 1538[31][32]
- Doppelbildnis Wilhelm und Sabine Ganzhorn, 1539
- Dreierbildnis von Karl. V., Ferdinand I. und Maximilian I., 1540[33]
- Adam Oefner, Buchsmodell, signiert HK, 1540
- Georg (II.) Fugger, 1541[34]
- Anton Carchesius, 1541[35]
- Karl V. (Vs.) und Philipp II. (Rs.), 1550[36]
- Ferdinand I., signiert HK, 1550
- Matthäus Schwarz, signiert HK, 1550
- Hans Vehlin zu Ungerhausen, 1561[37]

### Raumausstattungen
1546 schuf er zusammen mit Heinrich Cron für Anton Fugger  aus Eichen-, Fichten- und Nussbaumholz das Kabinett aus dem Fuggerschen Pfleghaus in Donauwörth, das heute im Bayerischen Nationalmuseum gezeigt wird.
Nachdem Ferdinand I. bei Anton Fugger hinsichtlich einer Empfehlung von Künstlern für die neu zu gestaltenden Decken des Goldenen Saales und der Paradiesstube in der Hofburg (Innsbruck) angefragt hatte, wurde Hans Kels zusammen mit Heinrich Cron und Christoph Amberger 1550 nach Innsbruck entsandt, um dort entsprechende Visierungen zu erstellen.

### Mittelformatige Schnitzreliefs
Im Klostermuseum der Benediktinerabtei Ottobeuren
- Der auferstandene Christus erscheint Maria Magdalena, 1540[43]
- Sakristeischrank, Reliefs mit Sankt Theodor und Sankt Alexander, um 1560[44]

Beispielhafte Werke
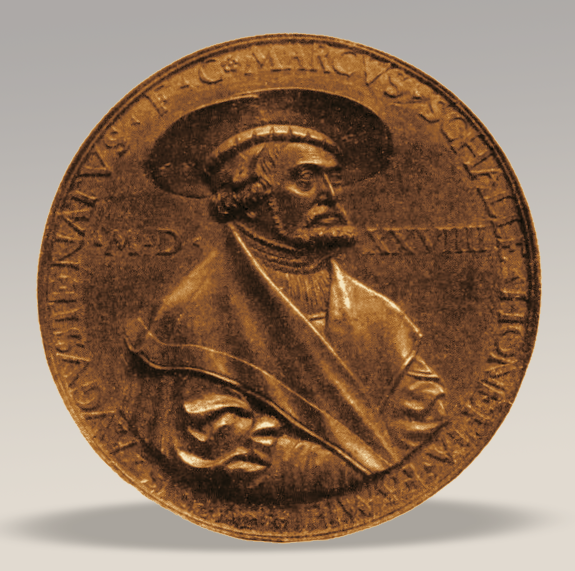
Holzmodell Marcus Schalle, 1529, Kassel
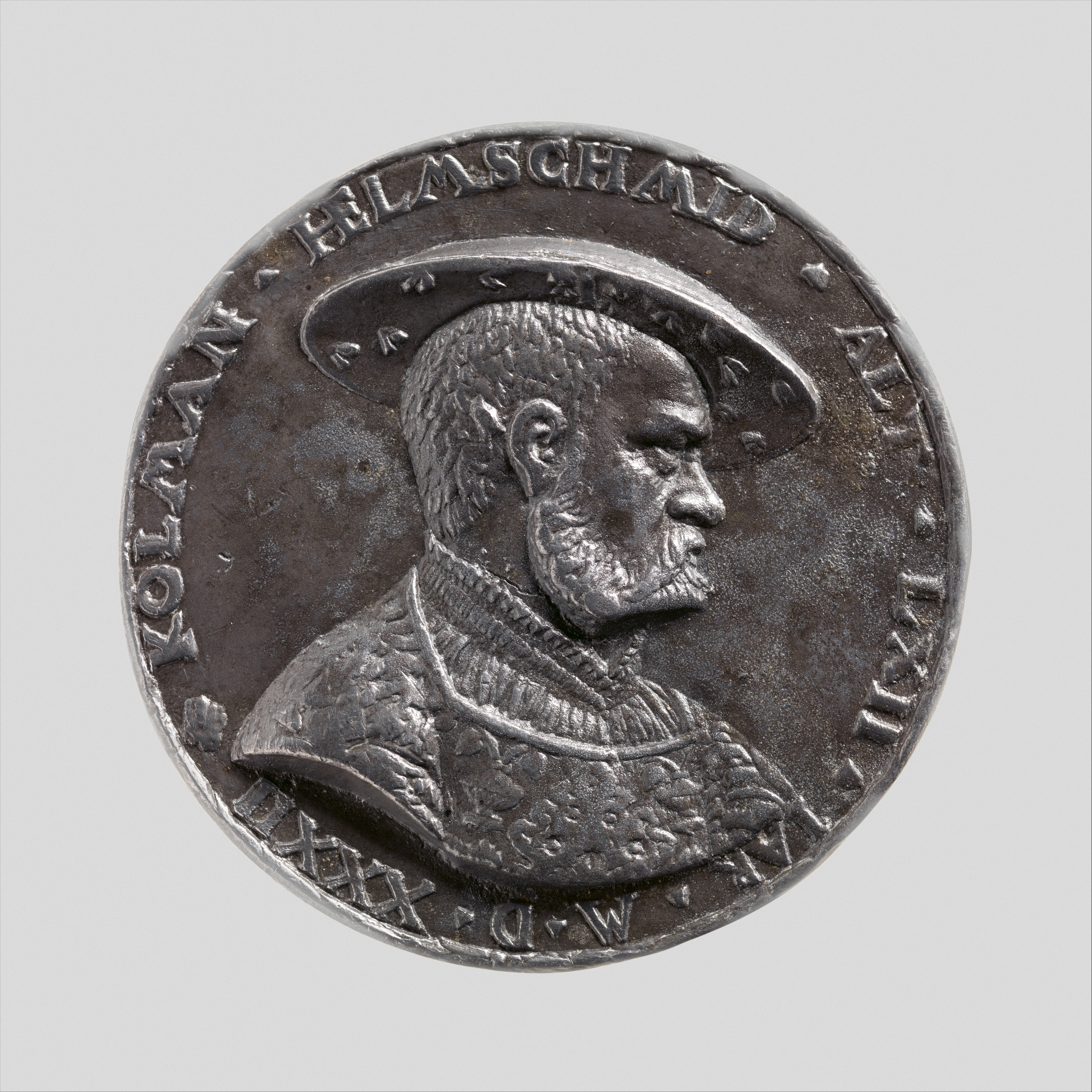
Medaille Kolman Helmschmid, 1532, Metropolitan Museum of Art, New York
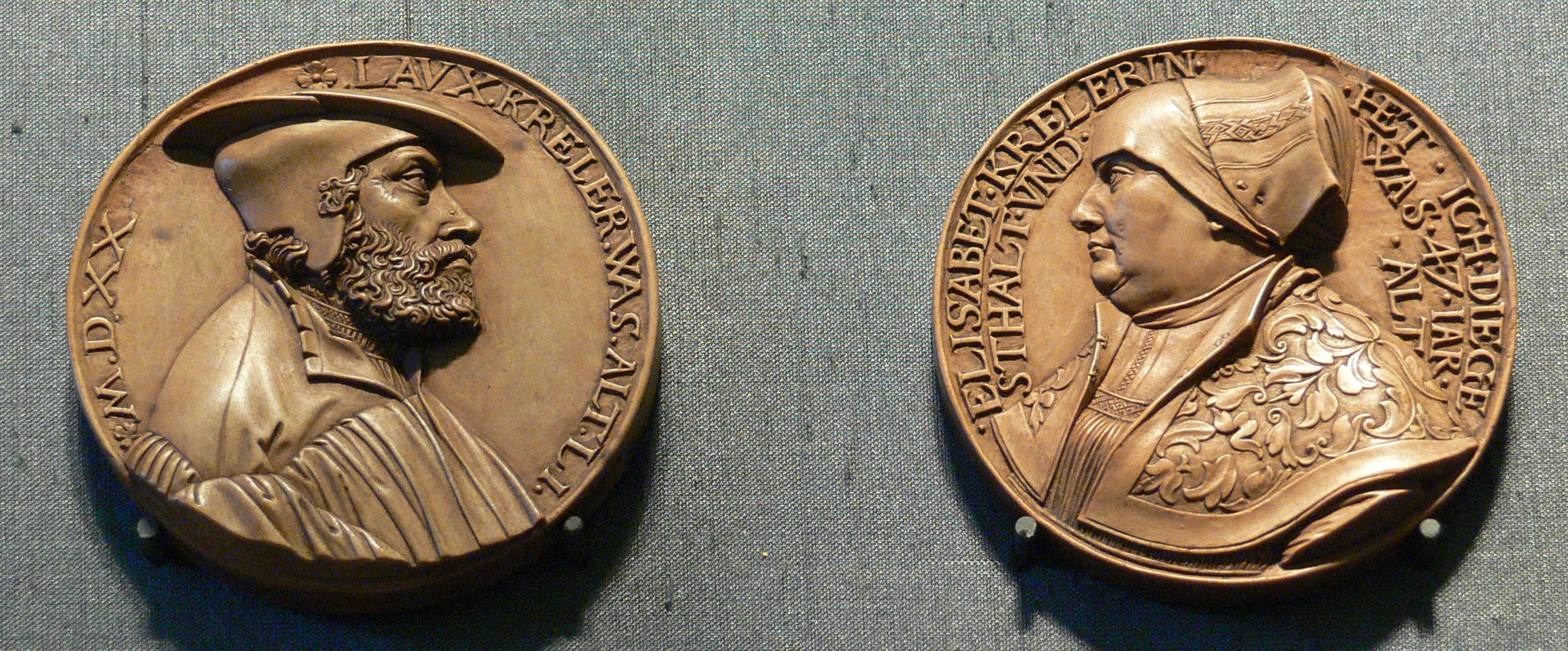
Medaillenmodelle (Holz) des Ehepaars Kreler, 1537, Bayerisches Nationalmuseum, München
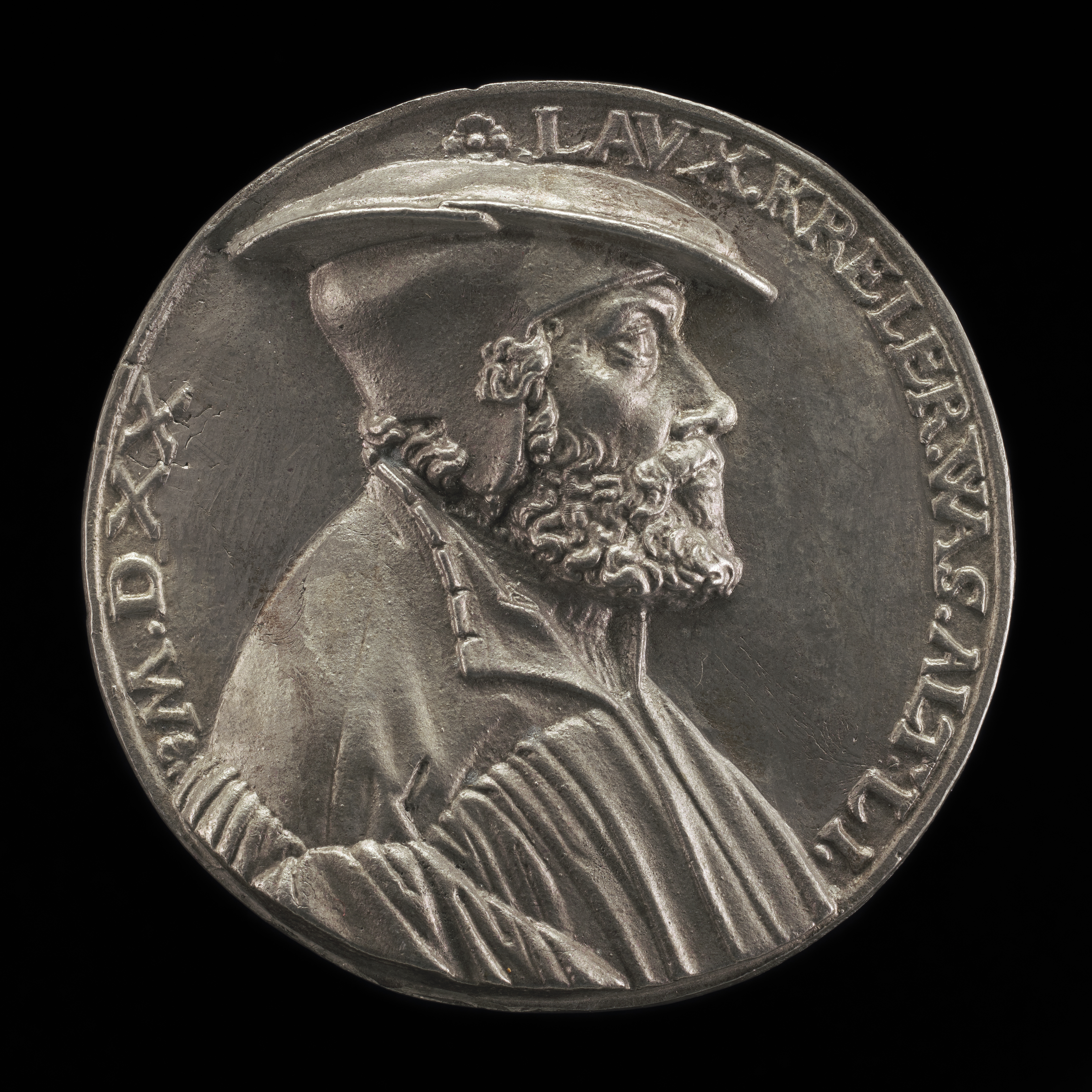
Laux Kreler, 1537 (Jahreszahl unvollständig), National Gallery of Art, Washington D. C.
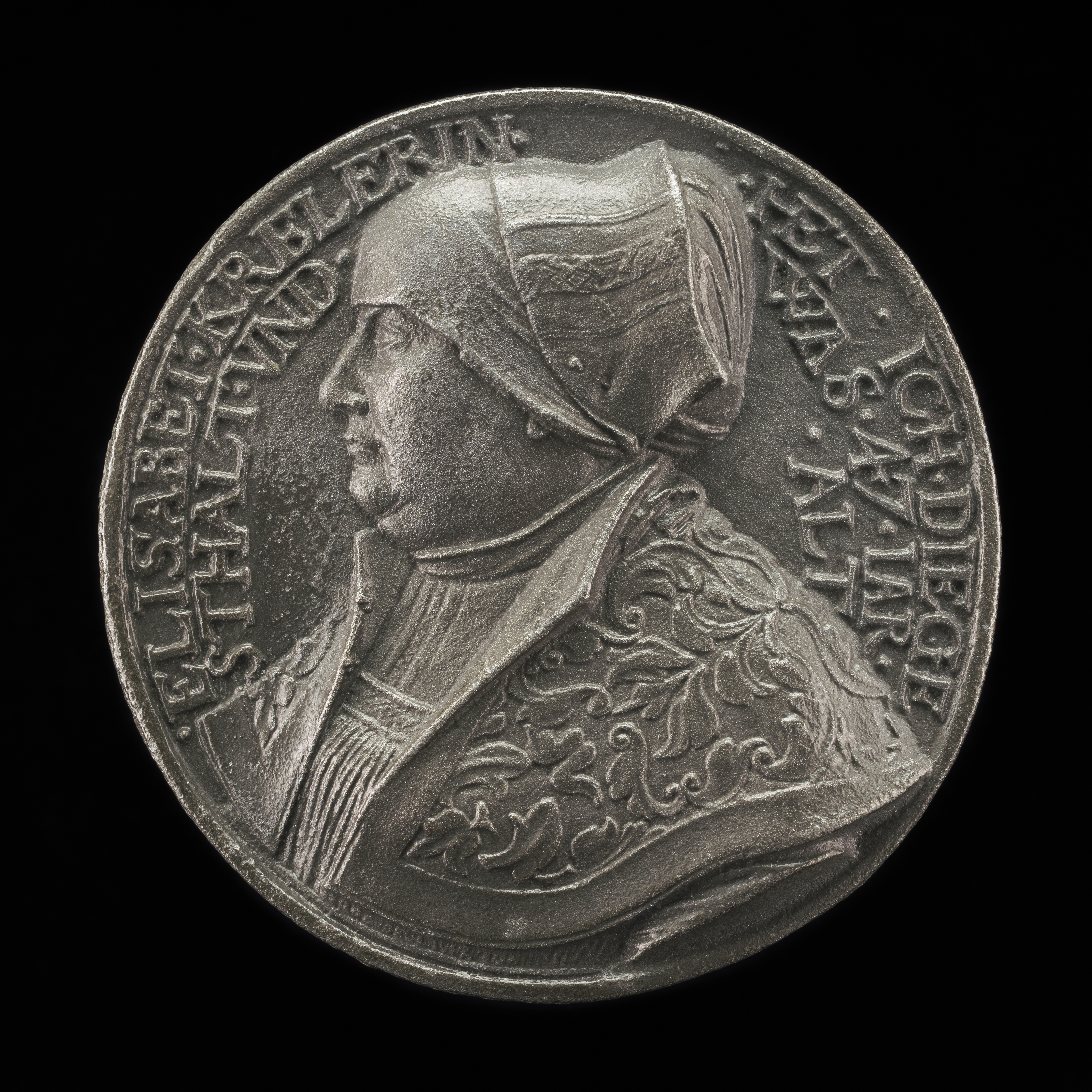
Elisabeth Kreler, 1537, National Gallery of Art, Washington D. C.
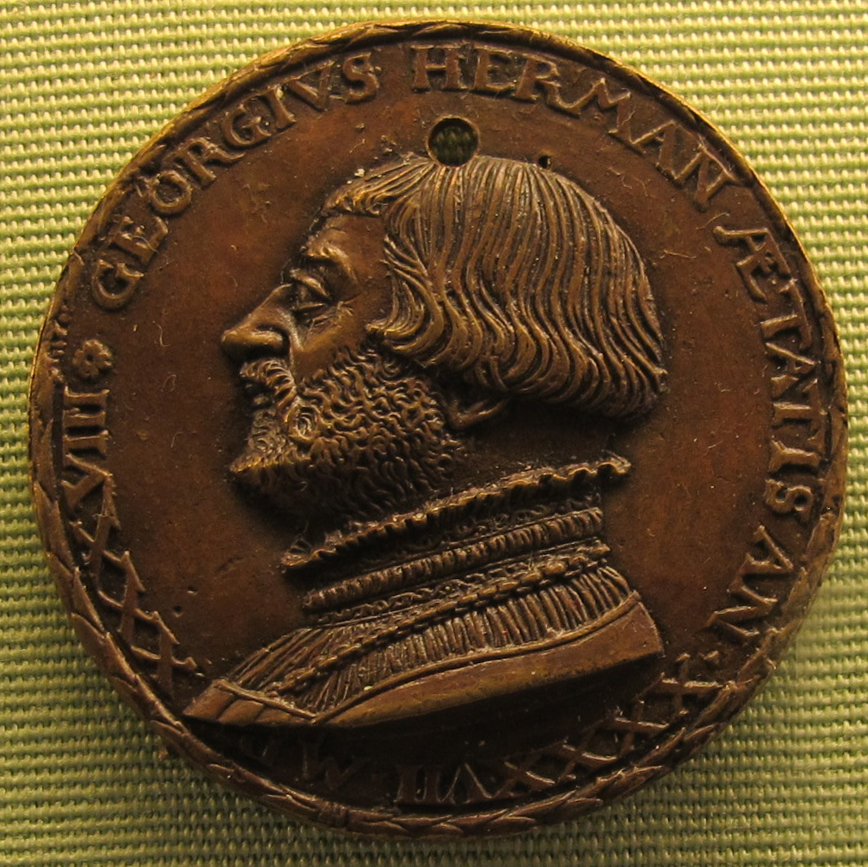
Medaille Georg Hörmann, 1538, Staatliche Münzsammlung, München
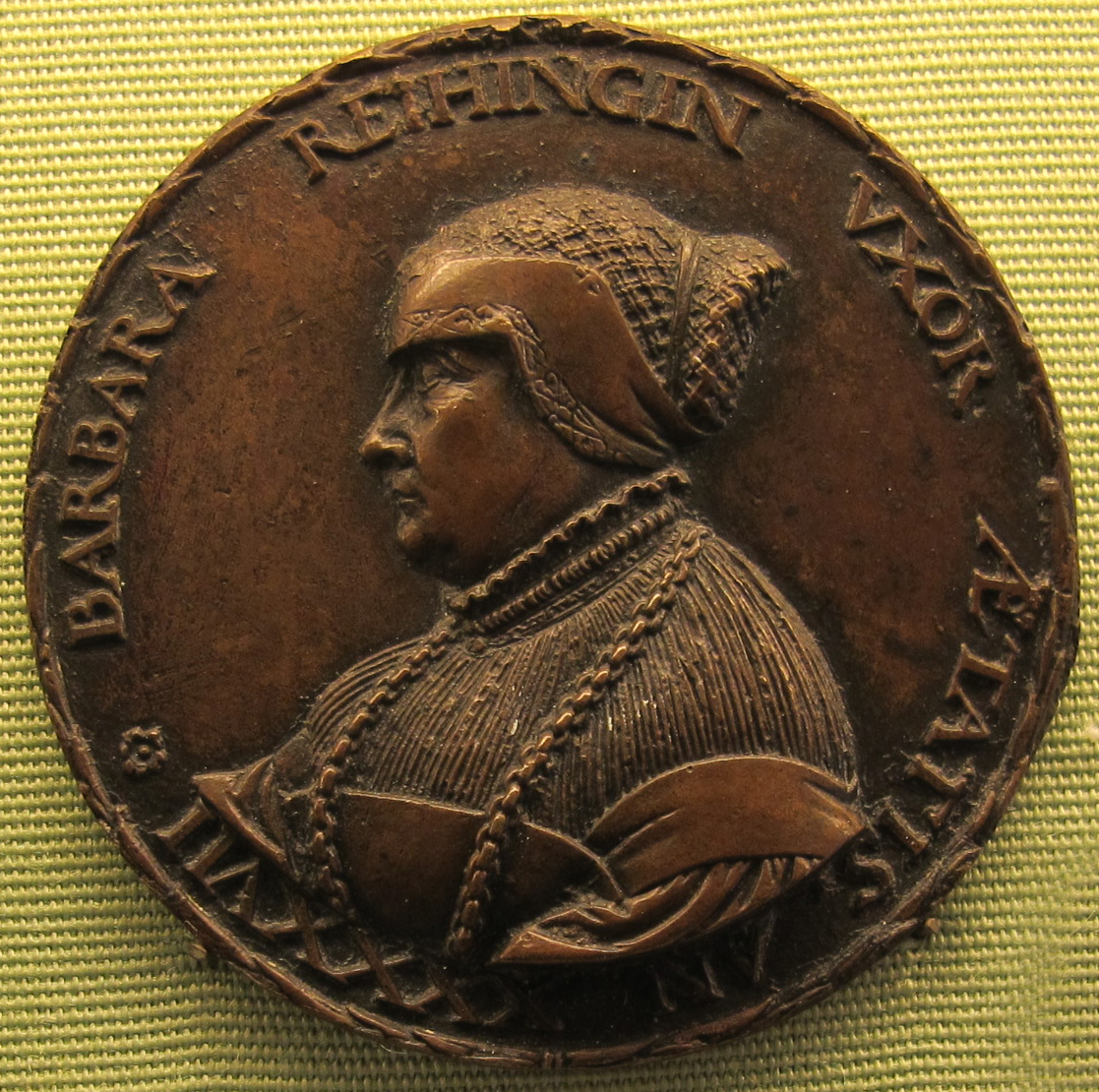
Medaille Barbara Reihing, 1538, Staatliche Münzsammlung, München
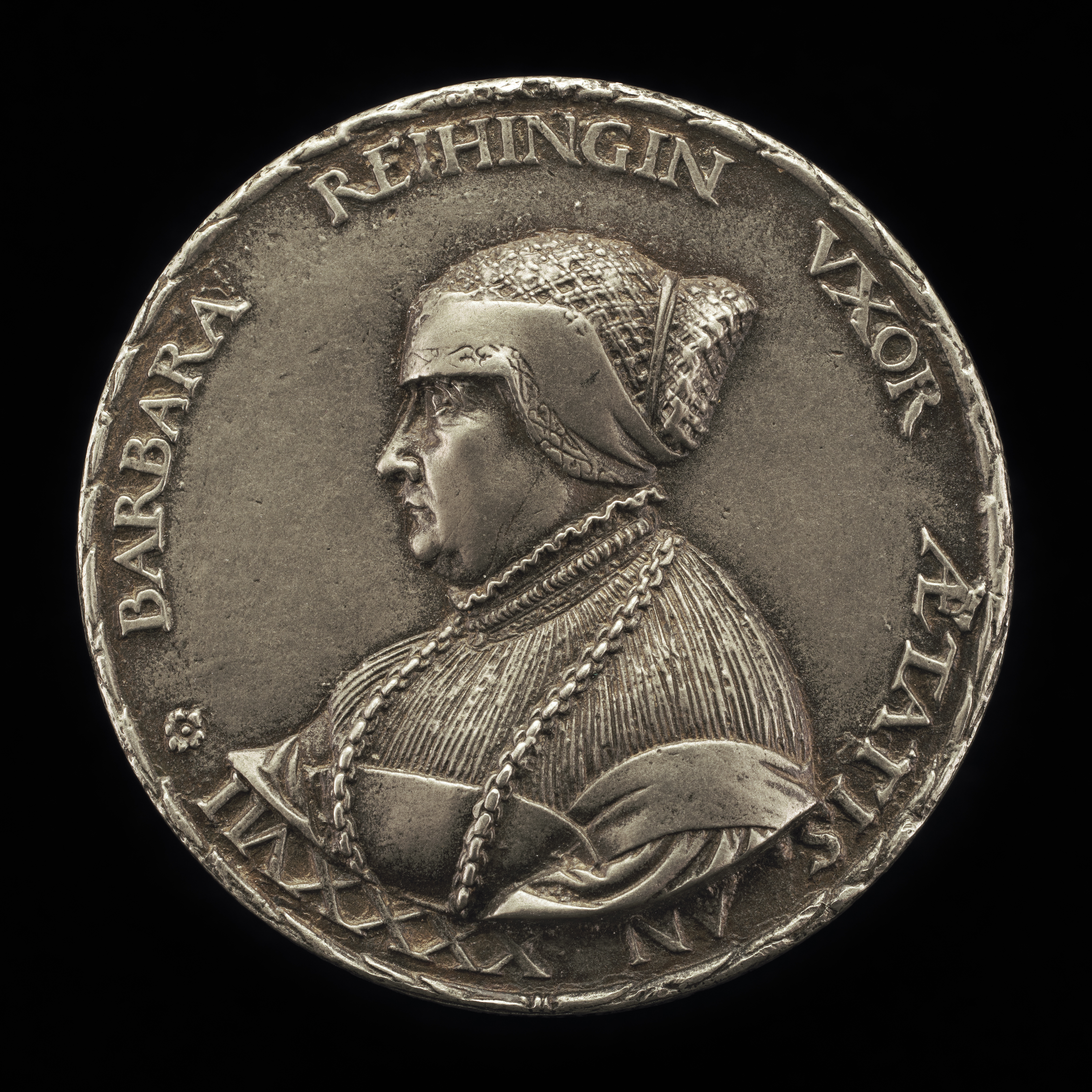
Barbara Reihing, 1538, National Gallery of Art, Washington D. C.
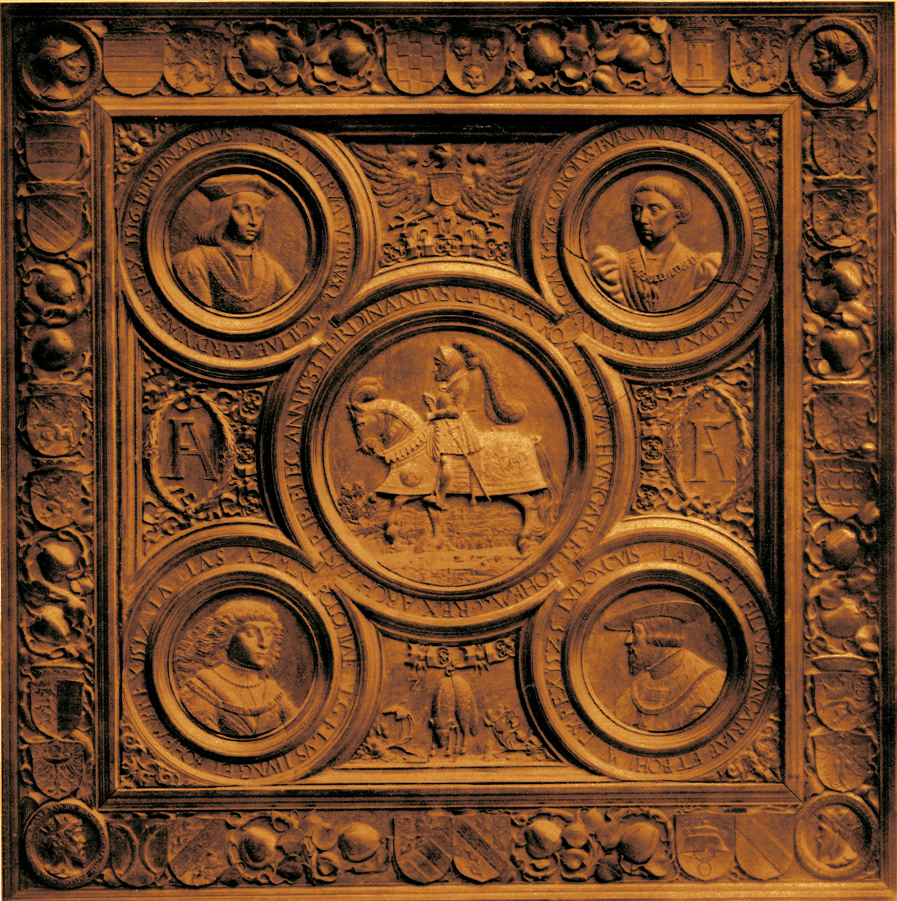
„Rechte“ Außenseite des Brettspiels für den "Langen Puff", im Zentralmedaillon das Reiterbild Kaiser Ferdinands I., 1537, Kunsthistorisches Museum, Wien
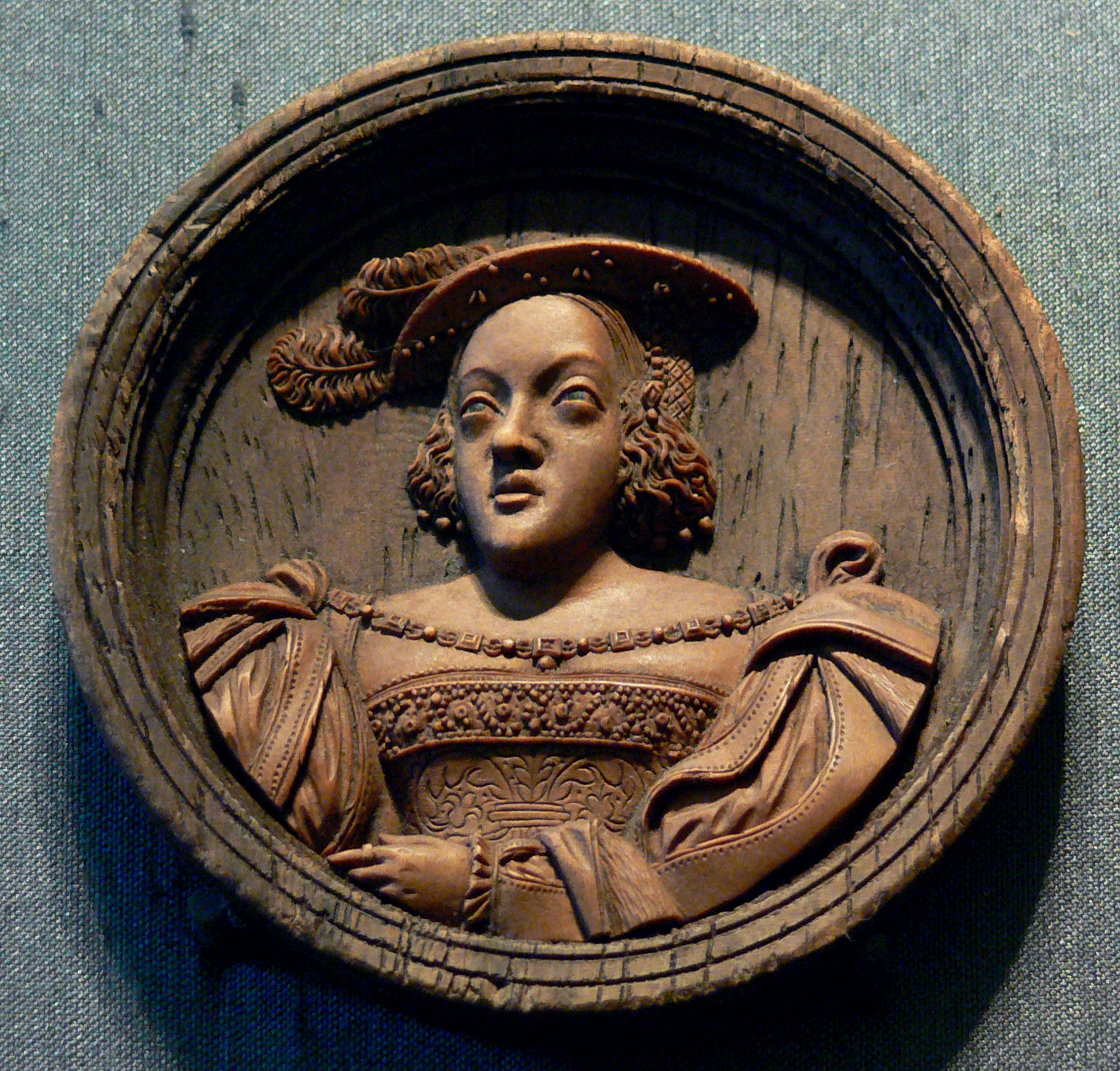
Spielstein Margarethe von Österreich, ca. 1540, Bayerisches Nationalmuseum, München
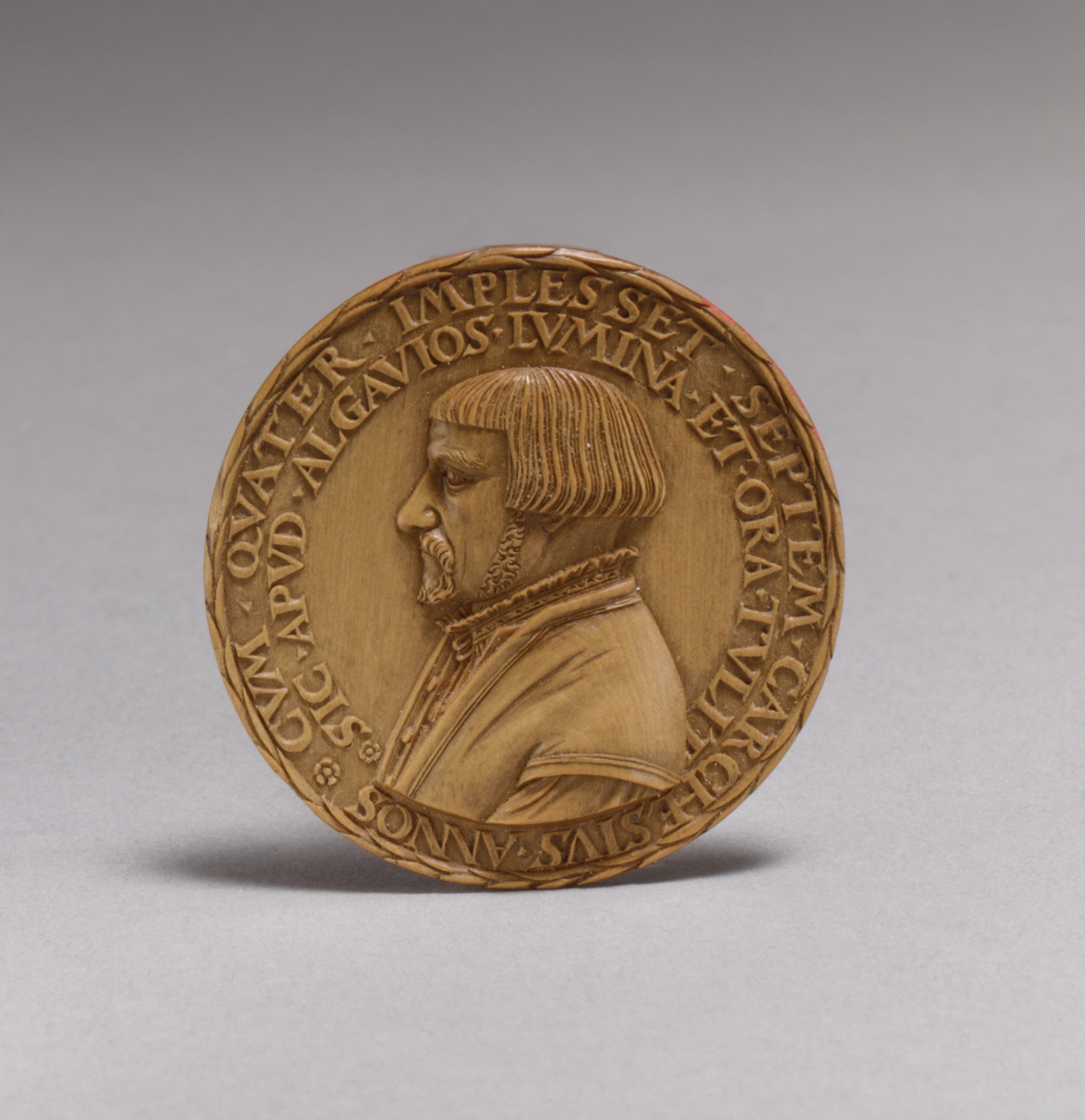
Buchsmodell Antonius Carchesius, 1541, Metropolitan Museum of Art, New York
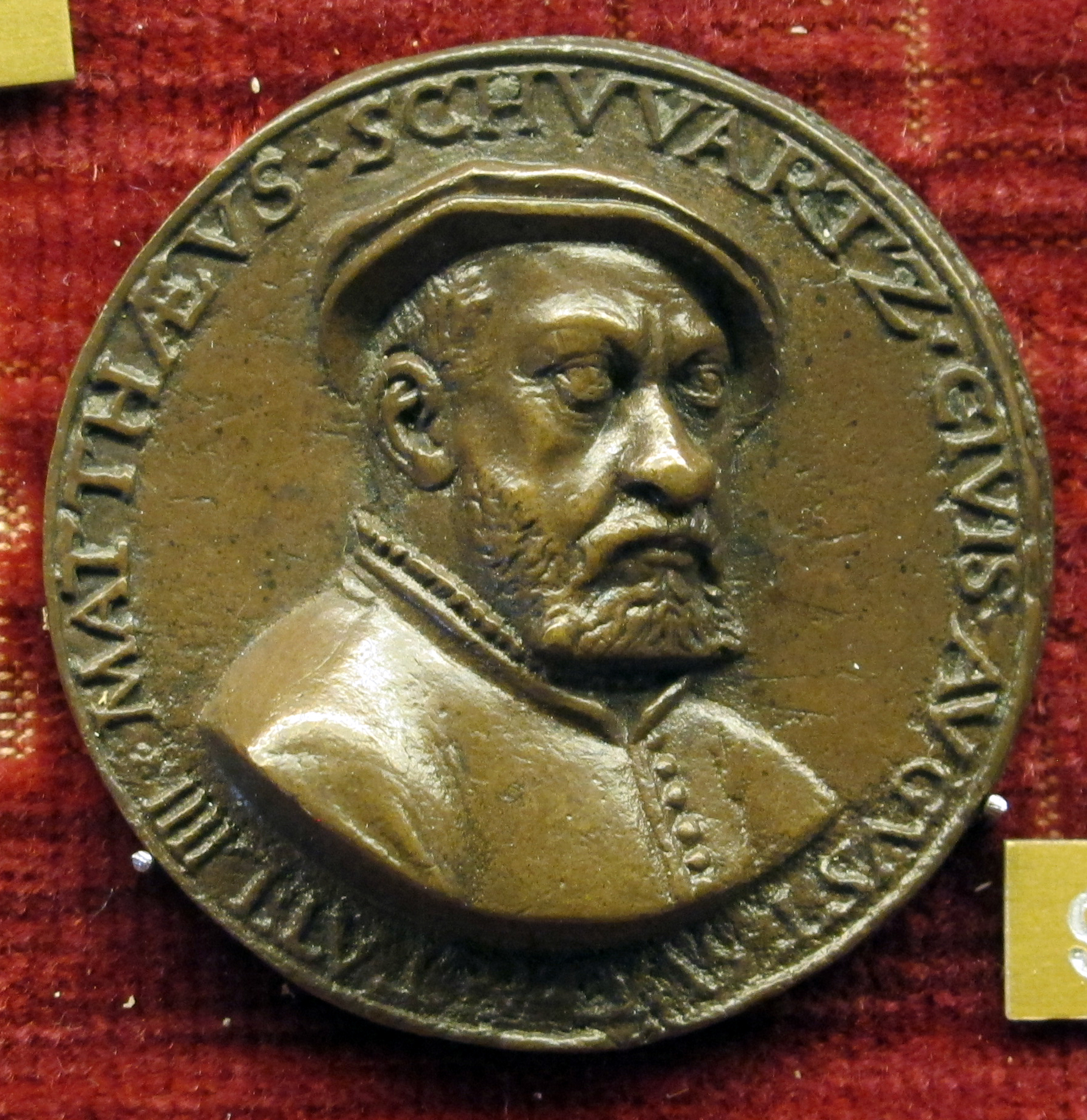
Matthäus Schwartz, 1550, Bayerisches Nationalmuseum, München